# Гимназия № 505 (Санкт-Петербург)
Госуда́рственное общеобразова́тельное учрежде́ние гимна́зия № 505 Санкт-Петербурга — гимназия в Красносельском районе г. Санкт-Петербурга с углубленным изучением французского и английского языка. Гимназия расположена недалеко от железнодорожной станции Сосновая Поляна на территории муниципального округа Константиновское.

## История
Здание гимназии построено по типовому проекту, разработанному в 1957 году архитектором С. И. Евдокимовым (1911—1972). Проект содержал остаточные элементы советского ампира (пилястры). Школа находится на улице Тамбасова, на здании школы размещена мемориальная доска, посвященная памяти Ивана Тамбасова, старшины 1-й статьи линкора «Октябрьская революция», спасшего корабль ценой своей жизни.

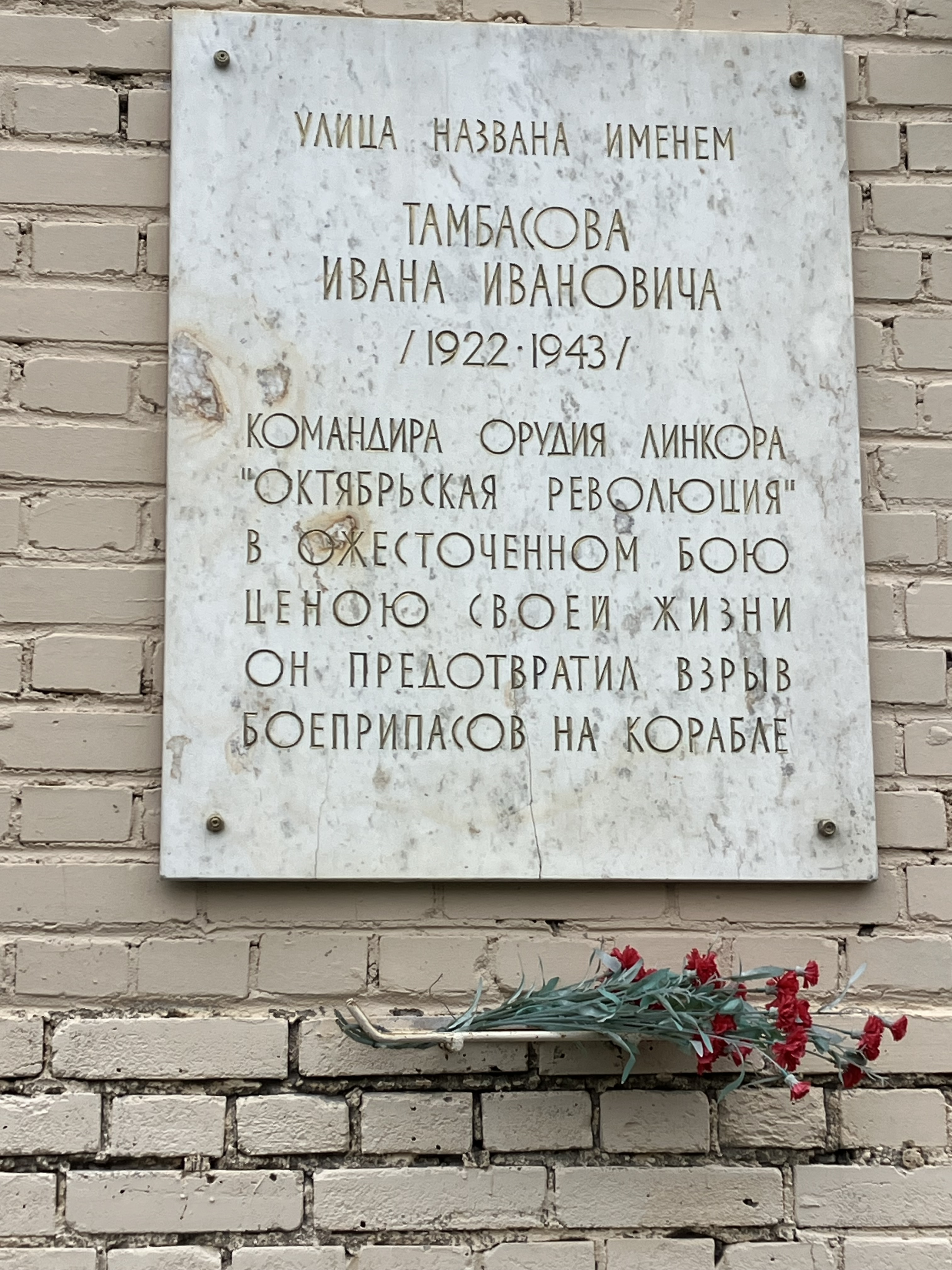
Мемориальная доска памяти И.И. Тамбасова на здании гимназии №505 Санкт-Петербурга

- 1963 год — основание общеобразовательной школы № 505;
- 1972 год — получение статуса школы с углублённым изучением французского языка;
- 1992 год — член Международного договора по социально-экономическому образованию между Министерствами Франции и России;
- 1992 год — гимназия № 505 перешла на самостоятельное финансирование;
- 1993 год — получение статуса районной опытно-экспериментальной по отработке концепции учреждения повышенного уровня образования, создание концепции школы и утверждение Устава;
- 1996 год — победитель конкурса педагогических достижений "Школа года";
- 1993—1998 гг. — отработка концепции преобразования школы в образовательное учреждение повышенного уровня образования;
- 1998 год — получение статуса гимназии;
- 2003 год — подтверждение статуса гимназии;
- 2003—2004 учебный год — экспериментальная работа по апробации новой версии системы аттестации образовательных учреждений, разрабатываемой Комитетом по образованию Санкт-Петербурга;
- 2007—2010  гг. — районный ресурсный центр "Современные технологии и методы оценивания достижений учащихся";
- 2011—2014 гг. — районная экспериментальная площадка "Модель внутренней накопительной системы оценки достижений субъектов образовательного процесса как фактор развития социальной активной активности". Получение лицензии на углубленное изучение английского языка (помимо традиционно изучаемого французского);
- 2015—2017 гг. — экспериментальная площадка Санкт-Петербурга (совместно с ИМЦ Кировского и Красносельского районов) "Моделирование программ сетевого повышения квалификации педагогов образовательных учреждений";
- 2019—2020 гг. — центр инновационного педагогического поиска Красносельского района Санкт-Петербурга "Гармонизация образовательной среды школы средствами медиации";
- 2021—2022 гг. — центр инновационного педагогического поиска Красносельского района Санкт-Петербурга "Становление образовательных практик, направленных на развитие у обучающихся навыков XXI века";
- 2022—2024 гг.– экспериментальная площадка Санкт-Петербурга "Гармонизация воспитательных влияний на обучающихся в современной школе"[5].

## Преподавательский состав гимназии
По данным на 2023 год:
- Педагогический коллектив — более 60 человек;
- Степень кандидата наук — 2 учителя;
- Звание «Заслуженный учитель РФ» — 1 учитель;
- 9 выпускников гимназии № 505 преподают в ней в настоящее время.

Кабинет биологии гимназии, оформленный Ольгой Анатольевной Машаковой, вошёл в 2008 году в финал всероссийского конкурса на лучший дизайн школьного кабинета. В частности, в кабинете организован зимний сад.
Гимназии посвящен альбом «505» синти-поп-дуэта Электрофорез. Участники группы Иван Курочкин и Виталий Талызин — её выпускники.
В 2023 году директор гимназии № 505 Наталья Михайловна Шестакова стала лауреатом премии Правительства Санкт-Петербурга в номинации "Лучший руководитель государственного образовательного учреждения Санкт-Петербурга".

## Особенности гимназии
Развита система проектно-исследовательской деятельности учащихся, гимназия является соучредителем районного конкурса проектов обучающихся "Созвездия проектов".
Одним из направлений инновационной деятельности гимназии является включение школьной медиации в воспитательную работу
Гимназией № 505 заключены договоры о сотрудничестве с образовательными организациями, в числе которых:
- Российский государственный педагогический университет им. А. И. Герцена
- Санкт-Петербургский государственный морской технический университет
- Русская христианская гуманитарная академия имени Ф. М. Достоевского

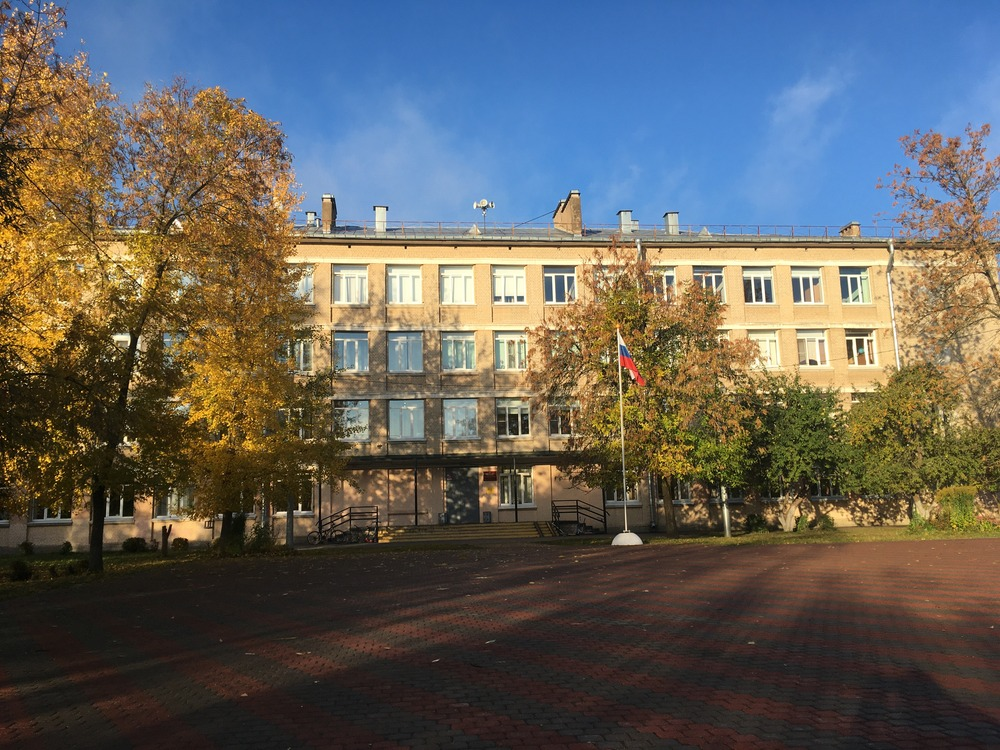
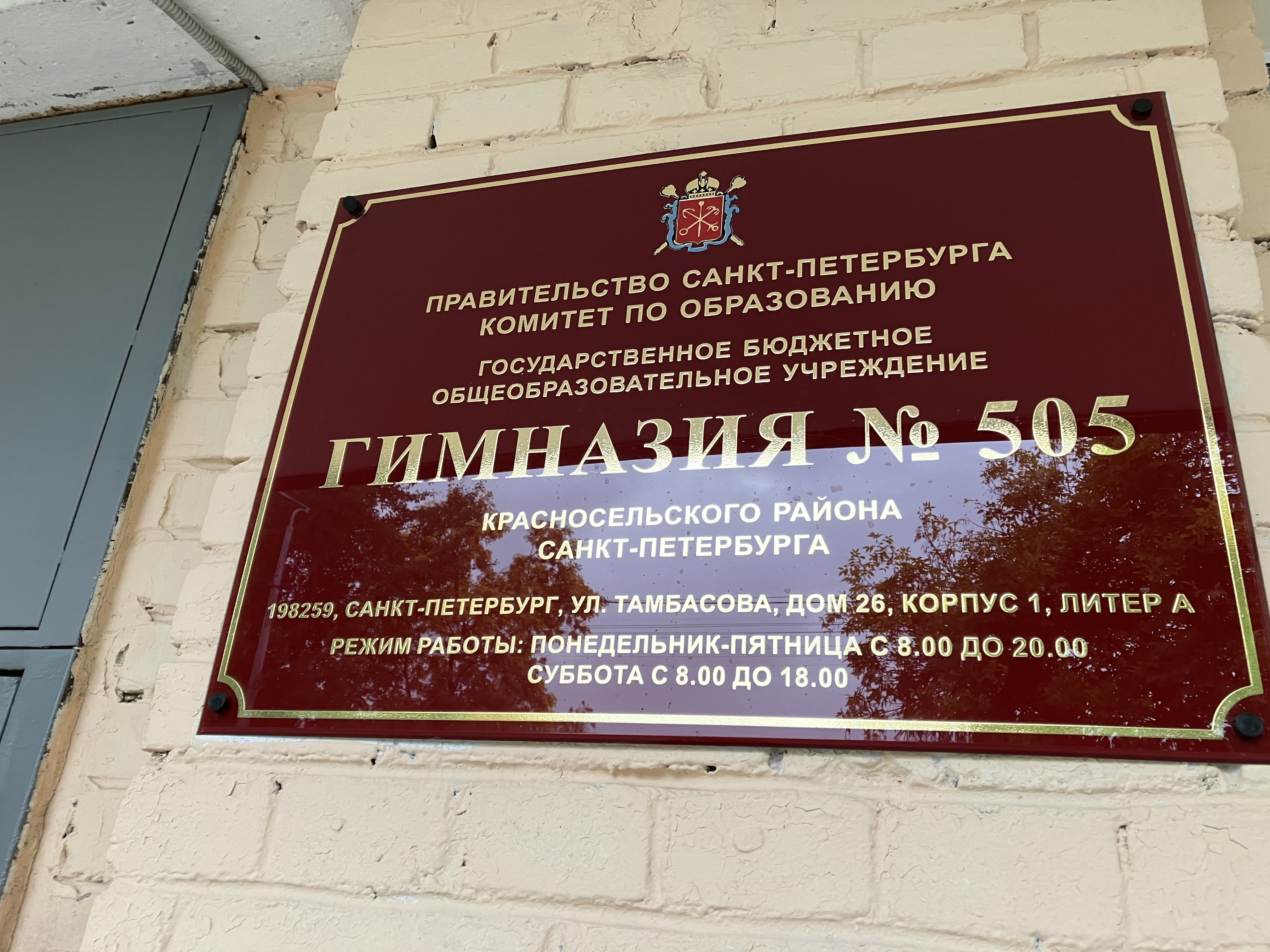